# 韵语识字
韻語識字是一種中文識字教學方法，將漢字編成句式整齊、音近字構成韻腳的文章。使其讀起來順口、聽起來悅取，朗誦與記憶皆便利。韻語識字是以「盡早閱讀」為主，識字並非主要目的，不過它也融合了蒙學識字、集中識字、分散識字與注音識字等不同教學方式的優點，並且革除了先識字後閱讀或依賴拼音識字的觀念。有時候為了讓學童主動記住漢字字形，也容許透過不同的聯想，讓他們用自己的方法識字。
韻語識字的概念在中國古代就已經出現，例如《三字經》、《千字文》等童蒙教材，都是篇幅短小的韻文。1982年，由中國遼寧省東港市特級教師姜兆臣首開研究先河，將古人屬對教學的經驗，發展成韻語識字教學的改革。現代兒童韻語識字的教材著重語境與實際生活的連結，也加入了富有聯想性、趣味性、故事性以及短小性的內容，以符合兒童喜歡聽故事、有強烈表現欲的特質。文章取材除了古典詩詞外，也可以選用童詩和兒歌；其中現代詩歌因為已經不講求句末押韻，教學上傾向引導學童認識內在的韻律及音樂性，不見得著重於韻腳分析。
根据快速记忆原理，遵循儿童认知规律，主张“三先三后”识字原则的一种记忆方法，“三先三后”即先记忆后理解、先整体后部分和先形象后抽象。